# Ababde

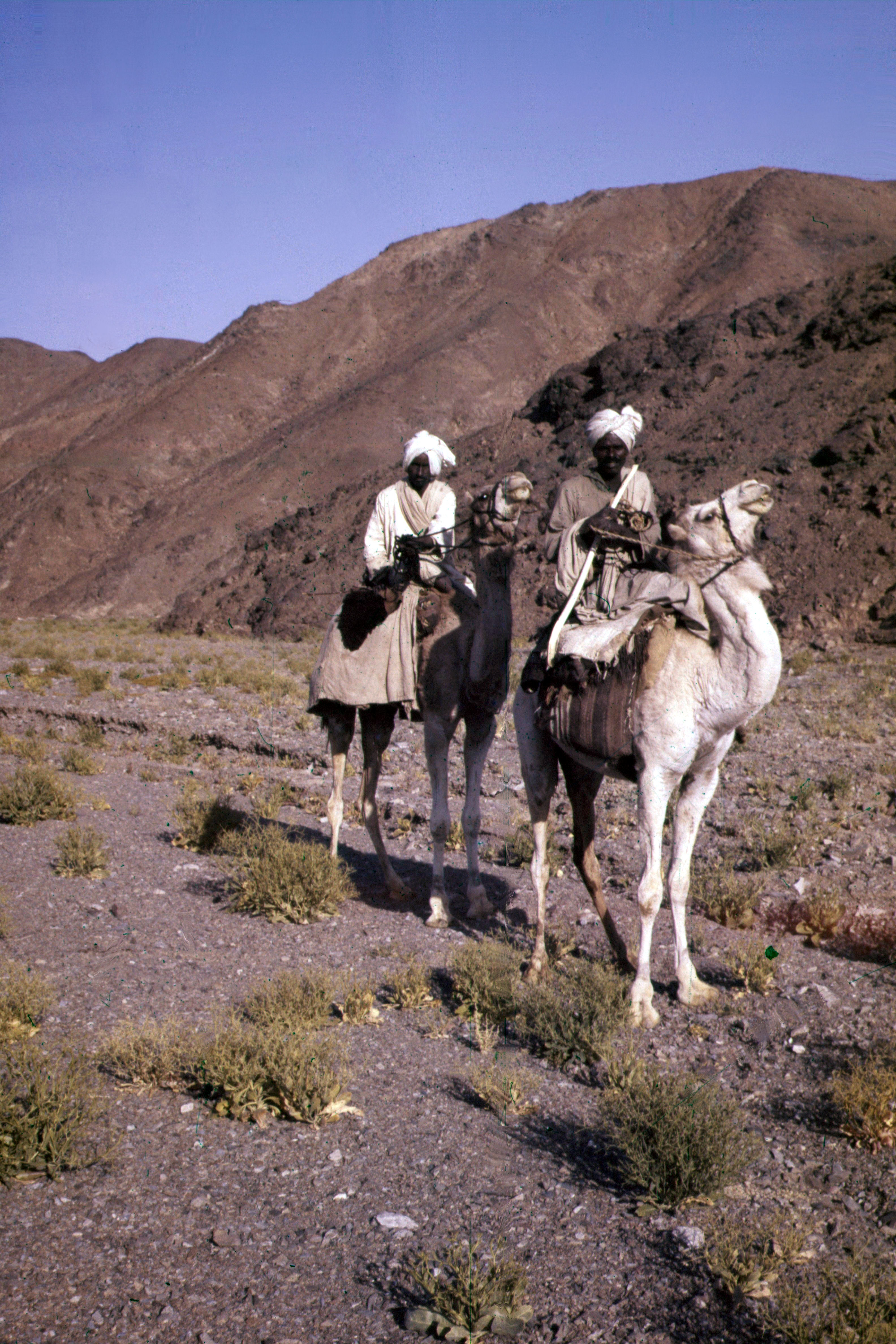
Ababda im Wadi Um Ghamis (1960)

Die Ababde oder Ababda sind eine nomadisch lebende Ethnie im Gebiet vom Suez bis in den südlichen Sudan. Sie sind eine Untergruppe der Bedscha.

## Siedlungsgebiet
Die Ababda sind einer der Beduinenstämme, die in den Wüsten Ägyptens und des Sudans entlang des Nils und des Roten Meeres leben, vom Suez bis in den südlichen Sudan. Heute lebt die Mehrheit der Ababda in Ägypten an der Küste des Roten Meeres und sind in Assuan zu finden, während die Ababda im Sudan sich in Port Sudan, Abu Hamad und Kassala befinden.

## Gruppen
Die Stämme der Ababda sind in verschiedene Untergruppen aufgeteilt, die Anqarab, Aqda, Awadh Laab, Balalaab, Batran, Flameedaab, Harnaab, Ishb, Jabrnaab, Jahalaab, Kameelaab, Karjaab, Qeerjaab, Qurjaab und Zeedan, um ein paar zu nennen.
In diesen Gruppen sind vermehrt auch kleinere Gruppen zu finden.
Die größten Gruppen in Aswan und am Roten Meer sind die Bilaalaab, Harnaab, Jabrnaab und Karjaab. Sie können unter dem Wort „Jama'ab“ zusammengefasst werden.

## Geschichte
Die Ababda haben eine gemeinsame Abstammung durch ihren Großvater al-Zubayr bin al-Awwaamder, der von der Arabischen Halbinsel abstammt.
Die Ababda emigrierten von der Arabischen Halbinsel während der islamischen Eroberung Ägyptens in die östlichen Wüsten Ägyptens und des Sudans.

## Sprache, Kultur
Sie fühlen sich den Bischarin am nächsten verwandt. Ihre Sprache war die Bedscha-Sprache (Bedawi), daneben verwendeten sie auch die arabische Sprache. Ein traditionelles und oft verwendetes Musikinstrument der Ababde ist die fünfsaitige tanbura.
Die Ababde sollen Nachfahren der antiken Troglodyten und Blemmyer sein. Sie waren früher u. a. als Karawanenführer tätig. Viele von ihnen dienten während des Mahdi-Aufstandes (1881–1899) bei den anglo-ägyptischen Truppen. Die Zahl der Ababde wurde um 1888 auf etwa 40.000 Personen geschätzt, aktuelle Zahlen sind nicht bekannt.
Die östliche Wüste ist im Verlauf der letzten Jahrzehnte laufend trockener geworden, d. h. die wenigen, vor allem in den Gebirgen bekannten Quellen versiegen bzw. sind größtenteils versiegt. Dadurch haben sich die Lebensbedingungen für die Ababde dermaßen verschlechtert, dass die Regierung ihnen angeraten hat, im Niltal ansässig zu werden. Ein Teil von ihnen siedelten sich daraufhin dauerhaft im Niltal an.

## Belege
1. 1 2 3  MUSTAFA ABDEL-QADR, Willeke Wendrich, Hans Barnard, Zbigniew Kosc: The History of the Peoples of the Eastern Desert. Cotsen Institute of Archaeology Press, 2012, ISBN 978-1-938770-58-6, S. The Tribe of the Ababda S.404 f. (researchgate.net [abgerufen am 26. Dezember 2023]).
2. ↑  Hartmann, Robert: Reise des Freiherrn Adalbert von Barnim durch Nord-Ost-Afrika in den Jahren 1859 und 1860. G. Reimer, Berlin 1863, S. 230 (archive.org [abgerufen am 26. Dezember 2023]).